# 2,4-di-hidroxitolueno
2,4-di-hidroxitolueno, também chamado de 4-metilresorcinol ou 1,3-di-hidroxi-4-metilbenzeno, é um composto orgânico, um bifenol do tolueno, de fórmula C7H8O2 e massa molecular 124,14. É classificado com o número CAS 496-73-1  e EC Number 207-827-8. Apresenta ponto de fusão de 104-108 °C.